# Бумага Мэтлока
«Бумага Мэтлока» (The Matlock Paper, 1973) — третий приключенческий роман американского писателя Роберта Ладлэма, в котором герой пытается в одиночку бороться с преступной организацией, занимающейся сбытом наркотиков, игорным бизнесом и проституцией на северо-востоке США. Время действия — вторая половина 1960-х гг., характеризовавшаяся расширением вьетнамской войны и радикализацией американского общества.
К главному герою романа Джеймсу Барбуру Мэтлоку, преподавателю вымышленного Карлайлского университета в штате Коннектикут, обращаются представители министерства юстиции США с просьбой помочь им в раскрытии преступного синдиката, центр которого, по их сведениям, находится в университете, где он преподаёт. Герою приходится столкнуться с бездушием и цинизмом правительственных органов, коррупцией правоохранительной системы США. Большинство действующих лиц — преподаватели и студенты местных колледжей и университетов. Одна из сюжетных линий связана с подъёмом радикальных настроений среди негритянской молодёжи.